# Andrew Yeom Soo-jung

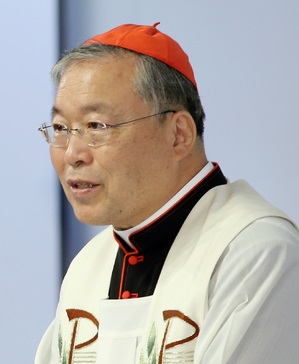
Andrew Kardinal Yeom Soo-jung (2014)

Kardinal Yeoms Wappen

Andrew Kardinal Yeom Soo-jung (koreanisch: 염수정; * 5. Dezember 1943 in Anseong, heutiges Südkorea) ist ein südkoreanischer Geistlicher und emeritierter römisch-katholischer Erzbischof von Seoul.

## Leben
Andrew Yeom Soo-jung empfing am 8. Dezember 1973 durch den Erzbischof von Seoul, Stephen Kardinal Kim Sou-hwan, das Sakrament der Priesterweihe für das Erzbistum Seoul. Nach langjähriger Tätigkeit als Gemeindepfarrer wurde er 1987 Prokurator des dortigen Priesterseminars und 1992 Kanzler der diözesanen Kurie, was er bis 1998 blieb.
Am 1. Dezember 2001 ernannte ihn Papst Johannes Paul II. zum Titularbischof von Thibiuca und zum Weihbischof in Seoul. Der Erzbischof von Seoul, Nicholas Kardinal Cheong Jin-suk, spendete ihm am 25. Januar 2002 die Bischofsweihe; Mitkonsekratoren waren der Erzbischof von Gwangju, Andreas Choi Chang-mou, und Bischof von Chuncheon, John Chang-yik. Am 10. Mai 2012 ernannte ihn Papst Benedikt XVI. zum Erzbischof von Seoul. Die Amtseinführung fand am 25. Juni desselben Jahres statt.
Im feierlichen Konsistorium vom 22. Februar 2014 nahm ihn Papst Franziskus als Kardinalpriester mit der Titelkirche San Crisogono in das Kardinalskollegium auf.
Yeom war zudem Apostolischer Administrator von Pjöngjang. Am 21. Mai 2014 besuchte er als erster Kardinal Nordkorea, als er mit fünf weiteren katholischen Priestern in die Industrieregion Kaesŏng reiste.
Am 28. Oktober 2021 nahm Papst Franziskus seinen altersbedingten Rücktritt an.

## Mitgliedschaften
Kardinal Soo-jung ist Mitglied folgender Dikasterien der Römischen Kurie:
- Kongregation für die Evangelisierung der Völker (seit 2014)[6]
- Kongregation für den Klerus (seit 2014)[6]